# Cayo Cecilio Metelo Caprario

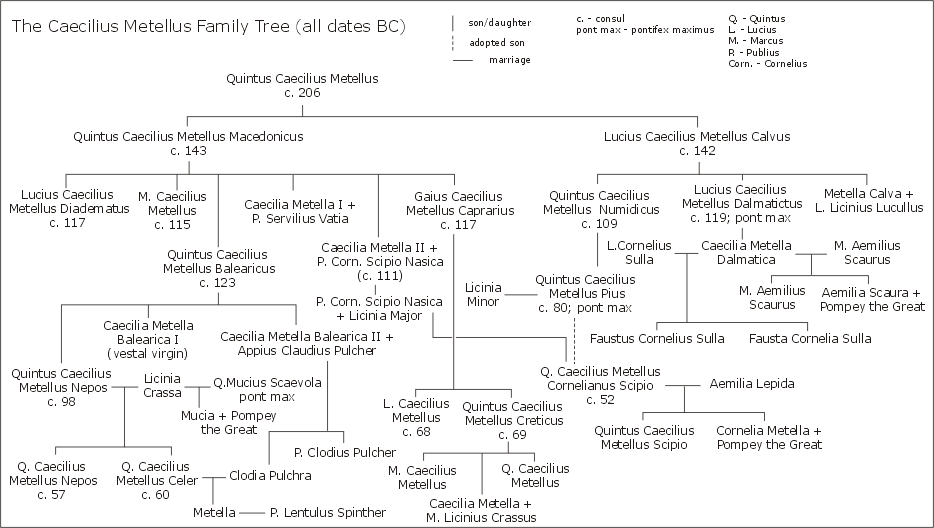
Árbol genealógico de los Cecilios Metelos.

Cayo Cecilio Metelo Caprario (en latín, Gaius Caecilius Metellus Caprarius), nacido aproximadamente en 160 a. C., era hijo de Quinto Cecilio Metelo Macedónico. El origen de su segundo cognomen es desconocido. 

## Carrera política
Entre 134 a. C. y 133 a. C. fue legado de Escipión Emiliano y participó en el asedio de Numancia, en la península ibérica. El maltrato que recibió de parte de Escipión, de acuerdo con el relato de Cicerón, puede haberse debido a la enemistad que existía entre su padre y Escipión, más que a cualquier demérito propio.
Fue cónsul en 113 a. C. con Cneo Papirio Carbón como colega. Tuvo éxito en las campañas contra los tracios, por las cuales el Senado le concedió un triunfo en 111 a. C., al mismo tiempo que a su hermano Marco Cecilio Metelo. La campaña de Tracia le hizo merecedor del título de imperator. 
Fue elegido censor en 102 a. C. junto a su primo Quinto Cecilio Metelo Numídico. Junto con su hermano Lucio Cecilio Metelo, fue partidario del regreso a Roma de Metelo el Numídico que había sido exiliado por su negativa a jurar la ley de Lucio Apuleyo Saturnino.

## Descendencia
Fue el padre de:
- Quinto Cecilio Metelo Crético
- Cayo Cecilio Metelo
- Lucio Cecilio Metelo
- Marco Cecilio Metelo